# Bătălia de la Mu'tah
Bătălia de la Mu'tah (în arabă معركة مؤتة , غزوة مؤتة‎) a avut loc în anul 629 (5 Jumada al-awwal 8 AH în calendarul islamic, lângă localitatea Mu'tah, la est de râul Iordan și de Karak. Lupta s-a dat între trupele profetului Mohamed și armata bizantină. Există mai multe surse și opinii cu privire la rezultatul luptei. Istoricul modern Walter Kaegi spune că, probabil, lupta a fost o confruntare foarte modestă.